# Улица Таманяна
Улица Таманяна (арм. Թամանյան փողոց) — короткая (около 200 метров) пешеходная улица в Ереване, Армения. Расположена в Центральном районе Кентрон и связывает Ереванский Каскад на севере с улицей Московян на юге. Своё название улица получила в честь главного архитектора Еревана Александра Таманяна. Памятник Таманяну стоит в начале улицы с 1974 года.

## Положение улицы
Улица Таманяна фактически представляет собой продолжение Северного проспекта. Она отходит на север от улицы Московян, пересекает улицу Исаакяна и заканчивается у Ереванского Каскада. Улица Таманяна имеет длину около 200 м и ширину около 55 м.

## История
Улица Таманяна была запроектирована ещё в генеральном плане 1924 года, как часть Северного каскада, который должен был связать центральную и северную части города. Улица была сформирована к 1960-м годам, ансамбль Каскада был завершён позднее. Улица была решена в виде бульвара с бассейнами, фонтанами и цветниками. В её начале со стороны Площади Свободы были построены два 9-этажных дома-башни (архитекторы О. Бабаджанян и В. Гусян).

## Достопримечательности

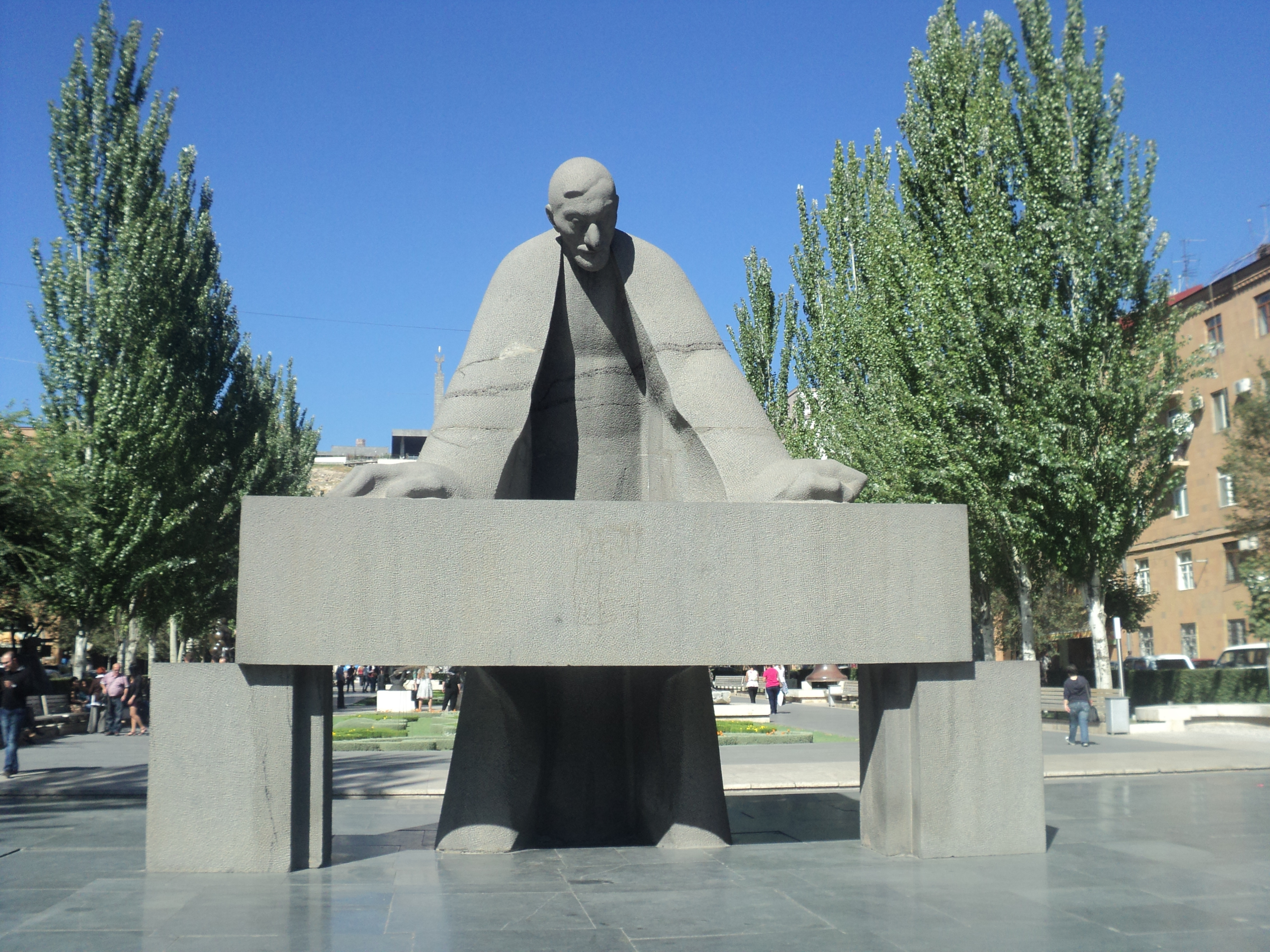
Памятник Таманяну

В самом начале улицы находимся памятник архитектору Александру Таманяну, выполненный в 1974 году по проекту скульптора А. Овсепяна и архитектора С. Петросян. Александр Таманян изображён облокотившимся на длинный прямоугольный каменный блок, стоящий на двух небольших блоках. По словам скульптора памятника, «левый камень — это старая архитектура, правый — новая, а великий архитектор перекидывает мост между этими двумя периодами и с его помощью создаёт новейшую архитектуру и творит нашу столицу».
Вдоль улицы расположен сад «скульптуры Гафесчяна» при Центре искусств Гафесчяна. Заканчивается улица лестницей комплекса Каскада.
Сад скульптур был открыт на улице в 2009 году. В нём выставлены работы многих известных художников. Среди них несколько произведений колумбийского скульптора Фернандо Ботеро: «Кошка», «Римский воин» и «Женщина, курящая сигарету».
На улице Таманяна также находится «Музей русского искусства».
На тротуарах улицы расположены несколько типов кафе, баров, ресторанов и пабов.

## Известные жители
д. 1 — Геворг Айрян (мемориальная доска), Герасим Агаджанян (мемориальная доска)

д. 1а — Анаит Цицикян

д. 2 — Ашот Иоаннисян

д. 3 — Оксен Сапонджян, Эмиль Диланян (мемориальная доска)

д. 6 — Офелия Амбарцумян (мемориальная доска)

## Галерея

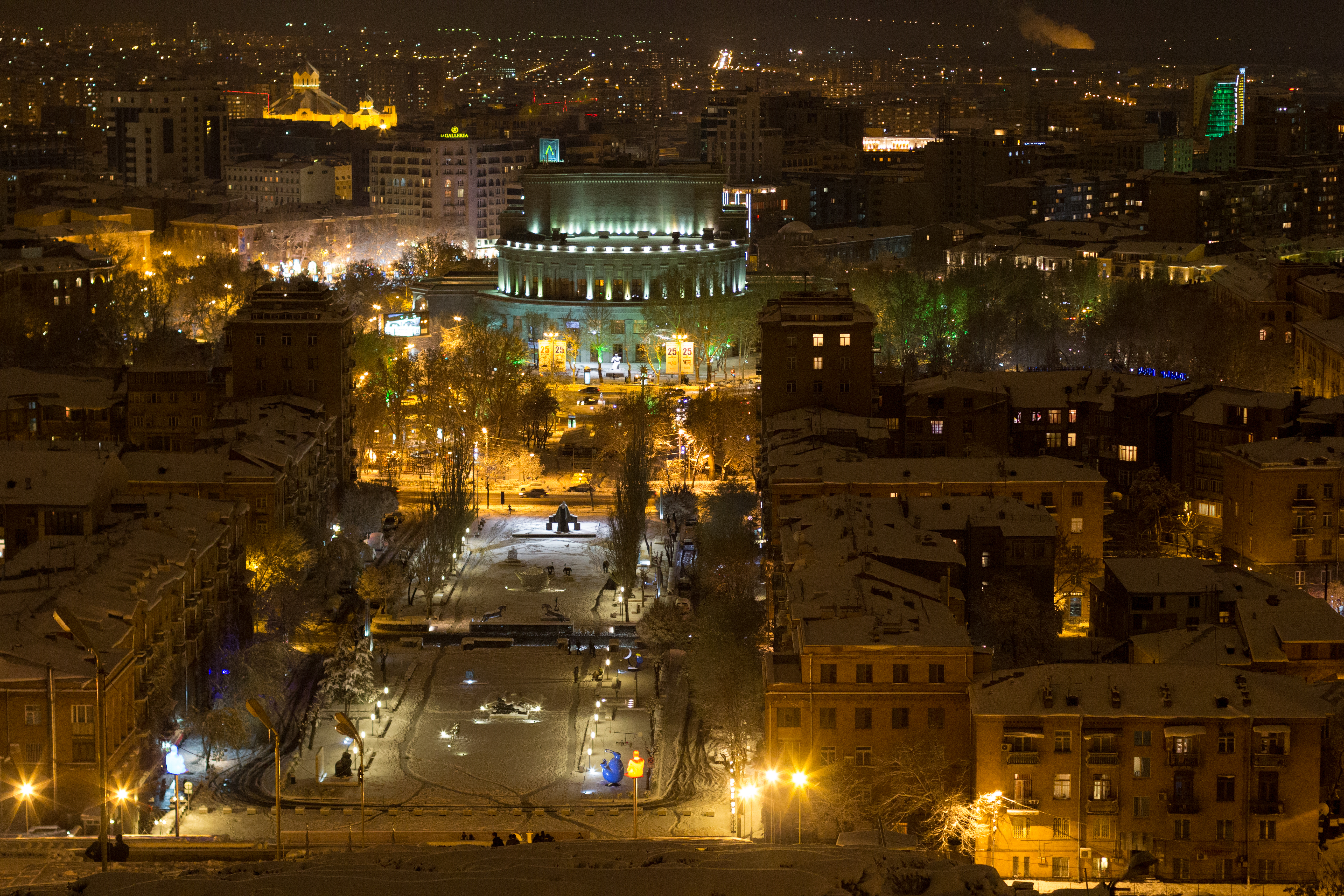
Улица Таманяна ночью
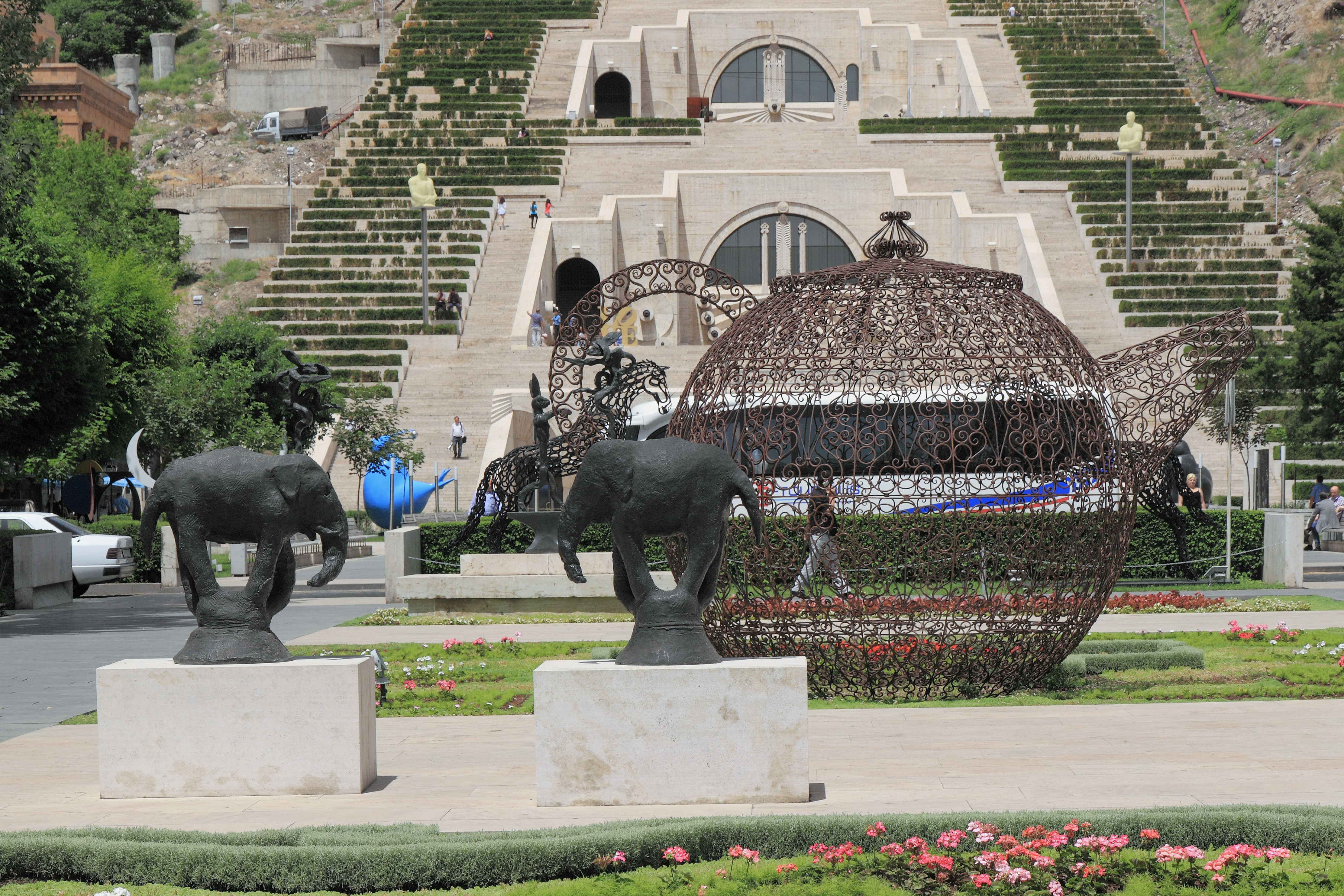
Работы в саду скульптур
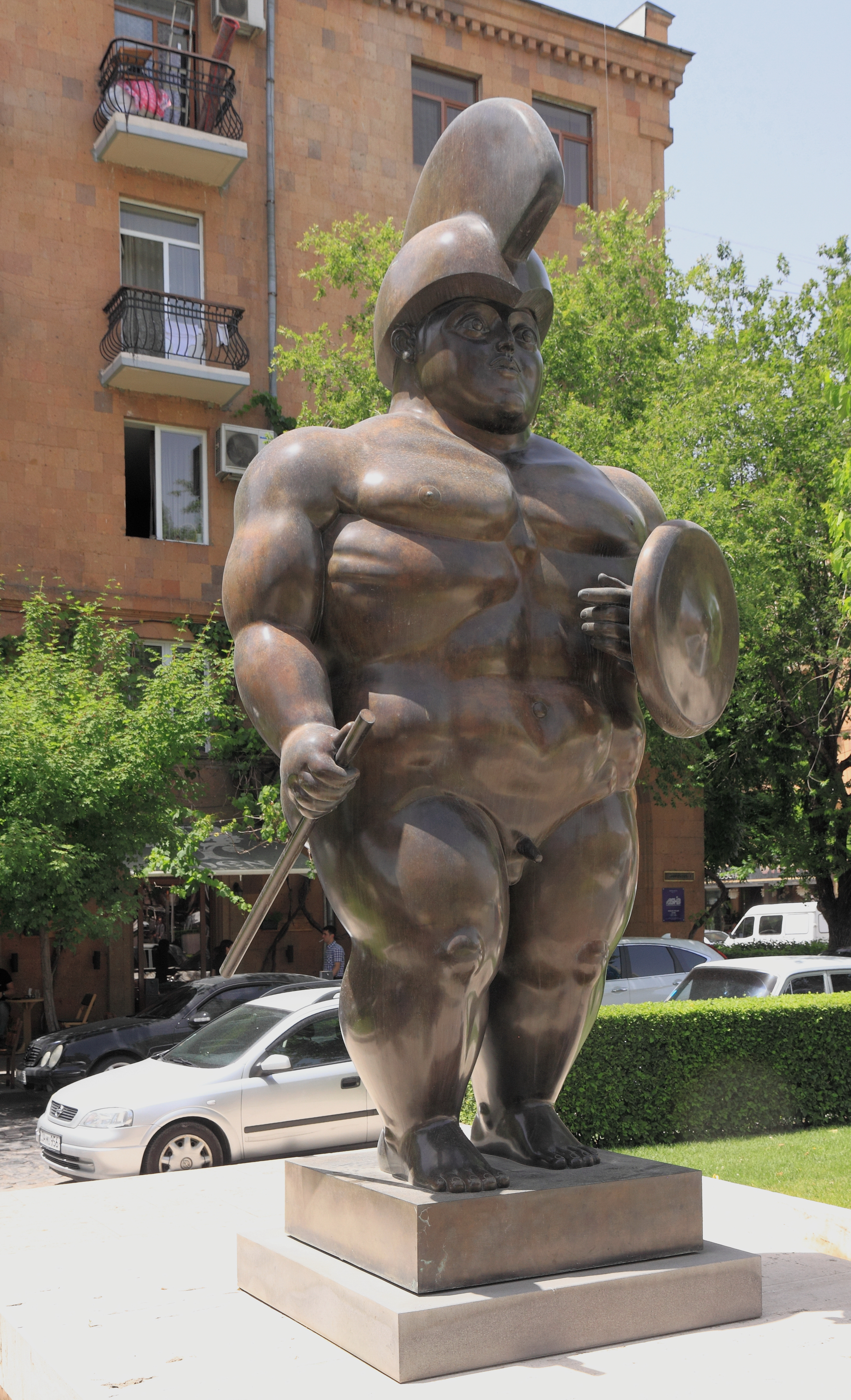
Ботеро. «Римский воин»
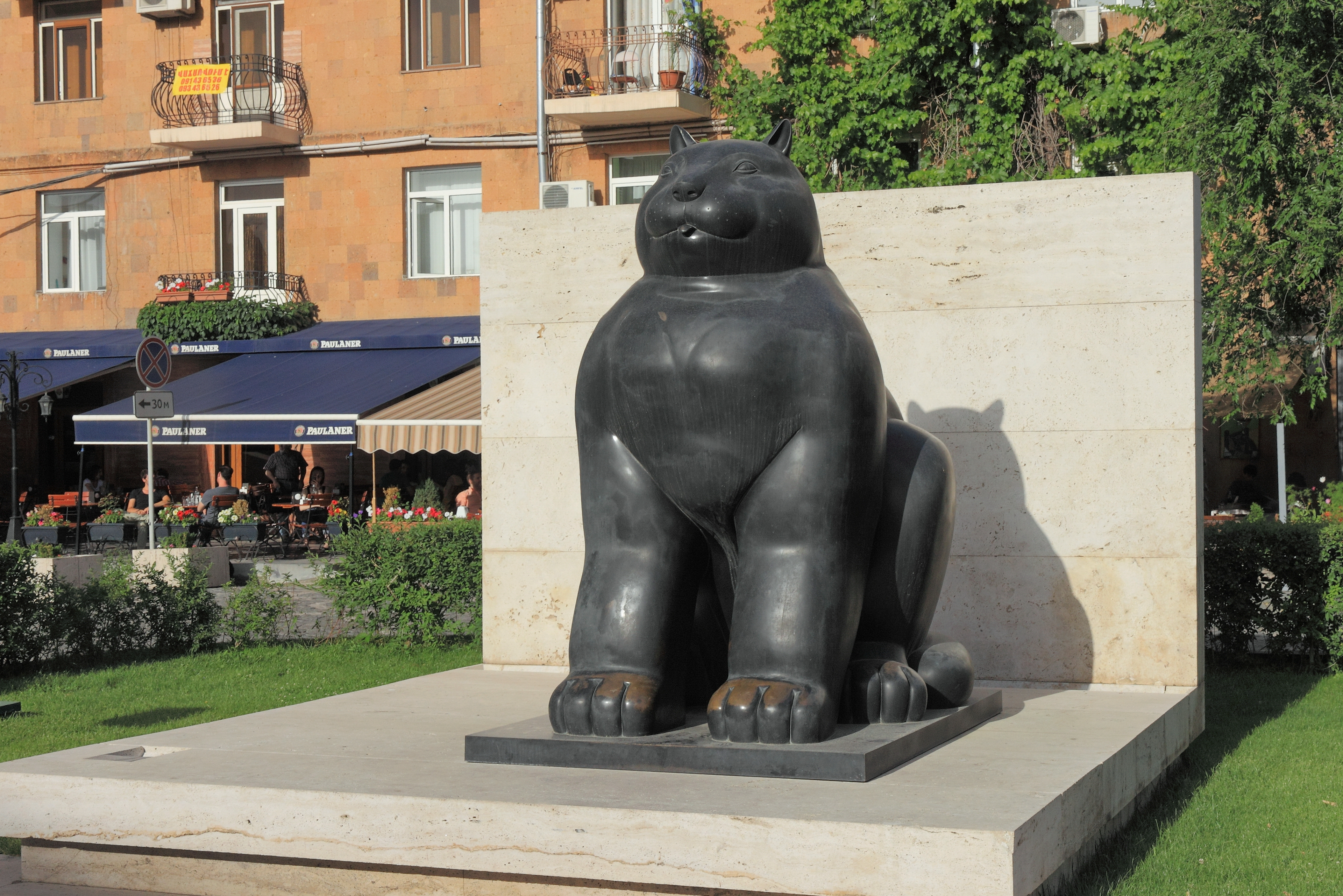
Ботеро. «Кошка»
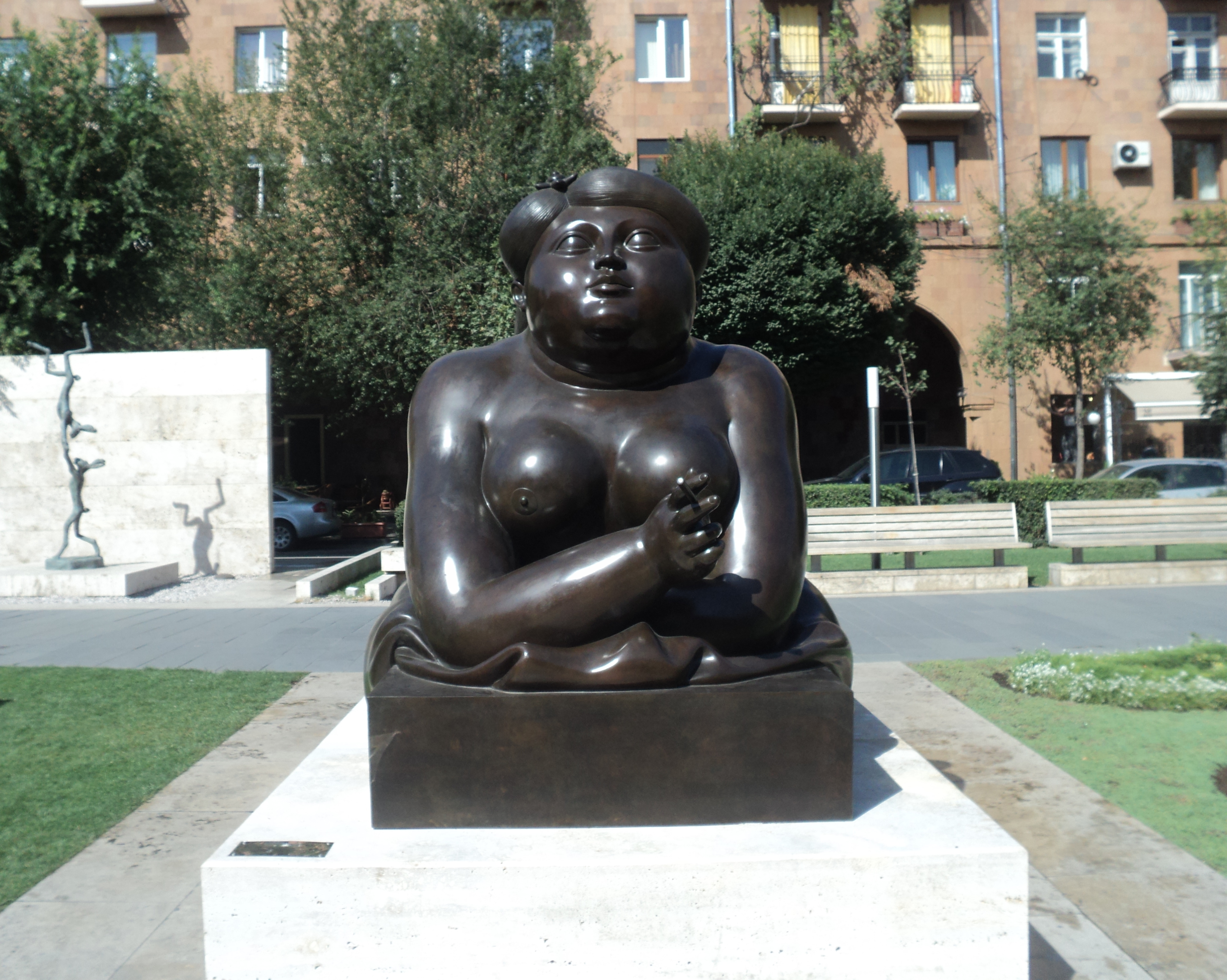
Ботеро. «Курящая женщина»